# Prophasis
Prophasis (in greco antico: Προφασις?, Prophasis) è un personaggio della mitologia greca.

## Genealogia
Figlia di Epimeteo.
Non risulta essere stata sposa o madre di progenie.

## Mitologia
Di lei ne parla solo Pindaro definendola come lo spirito personificato delle scuse.